# Dysyncritus intectus
Dysyncritus intectus är en insektsart som beskrevs av Fowler. Dysyncritus intectus ingår i släktet Dysyncritus och familjen hornstritar. Inga underarter finns listade i Catalogue of Life.